# San Agustín Yatareni (kommun)
San Agustín Yatareni är en kommun i Mexiko.   Den ligger i delstaten Oaxaca, i den sydöstra delen av landet, 400 km sydost om huvudstaden Mexico City. Antalet invånare är 3 176. Arean är 33 kvadratkilometer.
Terrängen i San Agustín Yatareni är kuperad åt nordost, men åt sydväst är den platt.
Följande samhällen finns i San Agustín Yatareni:
- San Agustín Yatareni